# 贵州海桐
贵州海桐（学名：Pittosporum kweichowense）为海桐花科海桐花属下的一个种。

## 扩展阅读
- 維基物種上的相關：贵州海桐